# Marjorie Rhodes
Marjorie Rhodes (* 9. April 1897 in Hull, Yorkshire; † 4. Juli 1979 in Hove, East Sussex) war eine britische Schauspielerin mit Charakterrollen in Theater, Film und Fernsehen. Ihre Schauspielkarriere erstreckte sich über rund 50 Jahre. Sie spielte von den 1930er Jahren bis in die 1970er Jahre in britischen Kino- und Fernsehproduktionen in über 100 Rollen. Darunter in Filmen wie Duell am Steuer, Munter und lebendig Die tollkühnen Männer in ihren fliegenden Kisten, Honigmond 67 oder Hände voller Blut.

## Leben und Karriere
Marjorie Rhodes, geboren 1897 in Hull, in der Grafschaft Yorkshire, etablierte sich zu Beginn der 1940er Jahre in Film, Fernsehen und Theater als Charakterschauspielerin.
Ihr Leinwanddebüt gab sie 1939 in Paul L. Steins Film Poison Pen. In den 1940er Jahren sah man Marjorie Rhodes auf der Leinwand in Charakterrollen unter anderem in Filmen wie dem Kriegsfilm Squadron Leader X von Lance Comfort, in Peter Ustinovs Kriegsdrama Secret Flight in Robert Donats Komödie The Cure for Love. Mitte der 1950er Jahre spielte sie in Arthur Lubins Thriller Zwischen Hass und Liebe, in dem Abenteuerfilm Duell am Steuer von Cy Endfield, in Ken Annakins epischer Komödie Die tollkühnen Männer in ihren fliegenden Kisten oder in John und Roy Boultings preisgekrönten Film Honigmond 67 für die sie verschiedene Auszeichnungen als Beste Nebendarstellerin erhielt, darunter so renommierte Preise wie der National Board of Review Award oder den National Society of Film Critics Award. Ihre letzte Rolle im Kino hatte sie 1971 in dem Kriminaldrama Hände voller Blut inszeniert von Regisseur Peter Sasdy.
Ende der 1930er Jahre hatte sich Marjorie Rhodes auch früh dem Fernsehen zugewandt und spielte dort in zahlreichen Fernsehfilmen und Episoden von Serien. Zu ihren Auftritten in dem neuen Medium gehörten unter anderem Rollen in Patrol Car (1955), Steptoe and Son (1965), Slim John (1969) oder Z Cars (1974).
Im Theater spielte sie unter anderem in dem Musical Summer Song am Princes Theatre in London zusammen mit David Hughes, Sally Ann Howes und Laurence Naismith. Am Broadway war sie 1965 für den Tony Award für All in Good Time als Beste Schauspielerin in der Kategorie (Drama) nominiert.
Marjorie Rhodes verstarb am 4. Juli 1979 im Alter von 82 Jahren in Hove, East Sussex.

## Filmografie (Auswahl)

### Kino
- 1939: Poison Pen
- 1943: Squadron Leader X
- 1946: Secret Flight
- 1948: Betrogene Jugend (Enchantment)
- 1949: The Cure for Love
- 1953: Boccaccios große Liebe (Decameron Nights)
- 1953: An der Straßenecke (Street Corner)
- 1955: Zwischen Hass und Liebe (Footsteps in the Fog)
- 1955: Room in the House
- 1956: It’s Great to Be Young!
- 1956: Täter unbekannt (Lost)
- 1957: Der Mann aus der Fremde (The Passionate Stranger)
- 1957: Duell am Steuer (Hell Drivers)
- 1958: Chefinspektor Gideon (Gideon’s Day)
- 1959: Munter und lebendig (Alive and Kicking)
- 1965: Die tollkühnen Männer in ihren fliegenden Kisten (Those Magnificent Men in Their Flying Machines or How I Flew from London to Paris in 25 Hours 11 Minutes)
- 1966: Honigmond 67 (The Family Way)
- 1970: Hering und Portwein  (Spring and Port Wine)
- 1971: Hände voller Blut (Hands of the Ripper)

### Fernsehen
- 1938: The Ringer (Fernsehfilm)
- 1949: The Luck of the Graces (Fernsehfilm)
- 1955: Patrol Car (Fernsehserie, 2 Episoden)
- 1958–1960: The Army Game (Fernsehserie, 8 Episoden)
- 1959: The Flying Doctor (Fernsehserie, 1 Episode)
- 1960: The Secret Kingdom (Fernsehminiserie, 3 Episoden)
- 1965: Steptoe and Son (Fernsehserie, 1 Episode)
- 1966–1966: Emergency-Ward 10 (Fernsehserie, 7 Episoden)
- 1969: Slim John (Fernsehserie, 9 Episoden)
- 1969: Randall & Hopkirk – Detektei mit Geist (Randall & Hopkirk (Deceased), eine Episode)
- 1971: Doctor at Large (Fernsehserie, 2 Episoden)
- 1972: Task Force Police (Softly Softly: Task Force) (Fernsehserie, 2 Episoden)
- 1974: Z-Cars (Fernsehserie, 1 Episode)

## Auszeichnungen
Tony Award
- Tony Award/Beste Hauptdarstellerin: Nominierung 1965 als Beste Hauptdarstellerin in All in Good Time

Kansas City Film Critics Circle
- Kansas City Film Critics Circle Award/Beste Nebendarstellerin: Auszeichnung 1967 als Beste Nebendarstellerin (Honigmond 67)

National Board of Review
- National Board of Review Award/Beste Nebendarstellerin: Auszeichnung 1967 als Beste Nebendarstellerin (Honigmond 67)

National Society of Film Critics
- National Society of Film Critics Award/Beste Nebendarstellerin: Auszeichnung 1968 als Beste Nebendarstellerin (Honigmond 67)